# Saint Veronika
Saint Veronika è un singolo del gruppo musicale canadese Billy Talent, pubblicato nel 2010 ed estratto dall'album Billy Talent III.

## Tracce
CD Singolo
1. Saint Veronika - 4:09
2. Line & Sinker (live at the Horseshoe Tavern) - 4:06
3. Saint Veronika (music video) - 4:18

## Formazione
- Benjamin Kowalewicz - voce
- Ian D'Sa - chitarra
- Jonathan Gallant - basso
- Aaron Solowoniuk - batteria